# Alois Beer
Alois Beer (* 4. Juni 1840 in Budapest; † 19. Dezember 1916 in Klagenfurt am Wörthersee) war ein österreichischer Fotograf.

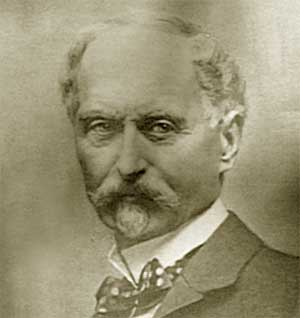
Der k.u.k. Hoffotograf Alois Beer (1840–1916)

## Familie
Alois Beer stammt aus einer Kärntner Familie. In Alois Beers Geburtsort Budapest hielt sich seine Familie nur vorübergehend auf.
1870 heiratete Alois Beer seine erste Frau Marie; im Jahr 1891 seine zweite Frau Mathilde, geborene Künl (gestorben am 22. August 1924 in Klagenfurt).
Alois Beer war ein Onkel des österreichischen Grafikers, Schriftstellers und Buchillustrators Alfred Kubin, der ab 1892 bei ihm eine vierjährige Fotografenlehre absolvierte.

## Lebensweg
Alois Beer wurde am 4. Juni 1840 in Budapest geboren. Von 1859 bis 1862 leistete er Militärdienst im 7. Infanterie-Regiment in Klagenfurt. Nach dem Militärdienst zog er nach Wien um und erlernte dort das Fotografenhandwerk bei Ludwig Angerer (1827–1879) und Josef Székely (1838–1901).

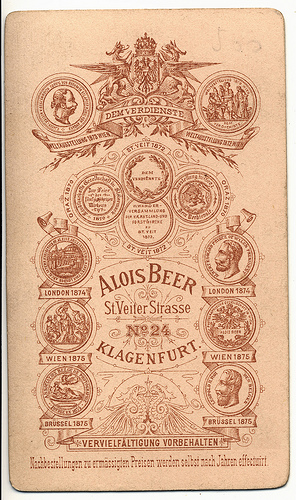
Rückseite einer Fotografie von Alois Beer mit Angaben zu seinem Klagenfurter Fotoatelier

1863, im Alter von 23 Jahren, richtete er für sechs Wochen ein provisorisches Fotoatelier im Café der Familie Beer in Klagenfurt ein und eröffnete noch im selben Jahr ein Studio in Wien in der Mariahilfer Straße, das er ab 1865 gemeinsam mit Ferdinand Mayer betrieb. Schon kurz darauf überließ Beer sein Wiener Studio seinem Gesellschafter Ferdinand Mayer und eröffnete selbst eine Filiale in seinem Wohnort Klagenfurt am Wörthersee in der St. Veiter Straße 24. Alois Beer und Ferdinand Mayer eröffneten 1871 eine weitere Filiale in Graz.
Beer wurde 1864 Mitglied der Photographischen Gesellschaft in Wien.
Beer widmete sich zunächst vor allem der Porträtfotografie. Bei seinen Personenaufnahmen im Atelier orientierte Beer sich an den eleganten Darstellungen seines Lehrmeisters Ludwig Angerer, eines führenden Porträtisten der 1860er Jahre in Wien.
Beer arbeitete jedoch nicht nur im Studio; er wurde auch mit Dokumentationsfotoreportagen beispielsweise über die neuen Eisenbahnlinien des Kaiserreichs beauftragt.
Ab den 1870er Jahren wandte Beer sich vermehrt der Landschaftsfotografie zu und machte Aufnahmen in Kärnten, v. a. Klagenfurt und Umgebung, sowie in angrenzenden Ländern. Beer gilt als bedeutendster fotografischer Chronist Kärntens im 19. Jahrhundert.
Beer dokumentierte auch Naturkatastrophen wie die Folgen des Lawinenabgangs von Bleiberg-Hüttendorf im Februar 1879 oder die Auswirkungen des Erdbebens von 1909 auf Messina in Sizilien. Weitere Bildmotive waren Ansichten von Schlössern in Innsbruck und Ambras (1895) und von bekannten Wiener Gebäuden (1897).
Beer übernahm 1879 die Negative des österreichischen Musikers und Volksliedforschers Johann Baptist Reiner (1825–1897), der auch als Fotograf tätig war. Ab diesem Zeitpunkt umfasste Beers Bildbestand insgesamt 1.522 Aufnahmen von 520 verschiedenen topographischen Objekten im heutigen Österreich sowie in Krain und dem österreichischen Küstenland. Seine Stadt- und Architekturansichten, auf denen vielfach auch Passanten abgebildet sind, wirken – anders als die meisten topographischen Aufnahmen seiner zeitgenössischen Fotografenkollegen – recht lebendig.
Im Jahr 1879 wurde Beer mit der Goldmedaille für Kunst und Wissenschaft ausgezeichnet und erlangte dadurch landesweite Aufmerksamkeit.
1881 zog er sich aus dem Grazer Fotogeschäft zurück, blieb aber weiter als Fotograf tätig.
1882 erhielt Beer den Titel „Kaiserlich und Königlicher Hofphotograph“, später auch den Titel „Photograph der Kaiserlich und Königlichen Marine“.
Beer fotografierte zwischen 1885 und 1900 in den Mittelmeerländern sowie in Mittel- und Westeuropa, Anfang des 20. Jahrhunderts vorrangig in Spanien. 1885 unternahm Beer eine Reise nach Griechenland. Dieser folgten Reisen nach Palästina, nach Ägypten und andere Länder Nordafrikas, in die Türkei, nach Syrien, Frankreich, Belgien, Spanien und Italien sowie kürzere Reisen in die verschiedenen Regionen des österreichisch-ungarischen Kaiserreichs.
Der Bilderkatalog seines Ateliers umfasste schließlich 20.000 Landschaftsbilder, für die damalige Zeit eine sehr große Anzahl. Diese Bilder verkaufte Beer über ein Korrespondentennetz in ganz Europa. Auch die Kaiser-Panoramen des August Fuhrmann belieferte Beer mit stereoskopischen Glas-Diapositiven.
Seine Fotografien zeigte Beer auf zahlreichen Ausstellungen, so etwa bei den Weltausstellungen in Wien 1873 und Paris 1878; ferner 1875 in Brüssel, 1895 in Salzburg und 1906 in Mailand.
1891 eröffnete Beer ein Fotoatelier in Pörtschach am Wörther See.
Um die Wende vom 19. auf das 20. Jahrhundert herum fertigte Beer vor allem Aufnahmen von Schiffen in den Adria-Häfen, vor allem in Pola, und bei militärischen Manövern an. Seine Marinefotos zeigen nicht nur Schiffe und ihre Bewaffnung, Stapelläufe und Schießübungen, sondern auch die Besatzungen bei ihren Tätigkeiten an Bord, ähnlich wie auch die Marine-Fotos von Gustav Adolph Riemer (1842–1899). Von Alois Beer stammen auch mehrere Fotografien, die in den Werbeprospekten für die Thalia verwendet wurden, ein Kreuzfahrtschiff des Österreichischen Lloyd.
Beer starb im Dezember 1916 im Alter von 76 Jahren. Nach seinem Tod führte seine Witwe Mathilde Beer das Atelier in Klagenfurt bis um 1919 weiter.
Rund 30.000 Glasplattennegative mit Landschafts- und Marinethemen aus Beers Besitz werden in der Bildersammlung des Kriegsarchivs im Österreichischen Staatsarchiv in Wien verwahrt.

## Galerie

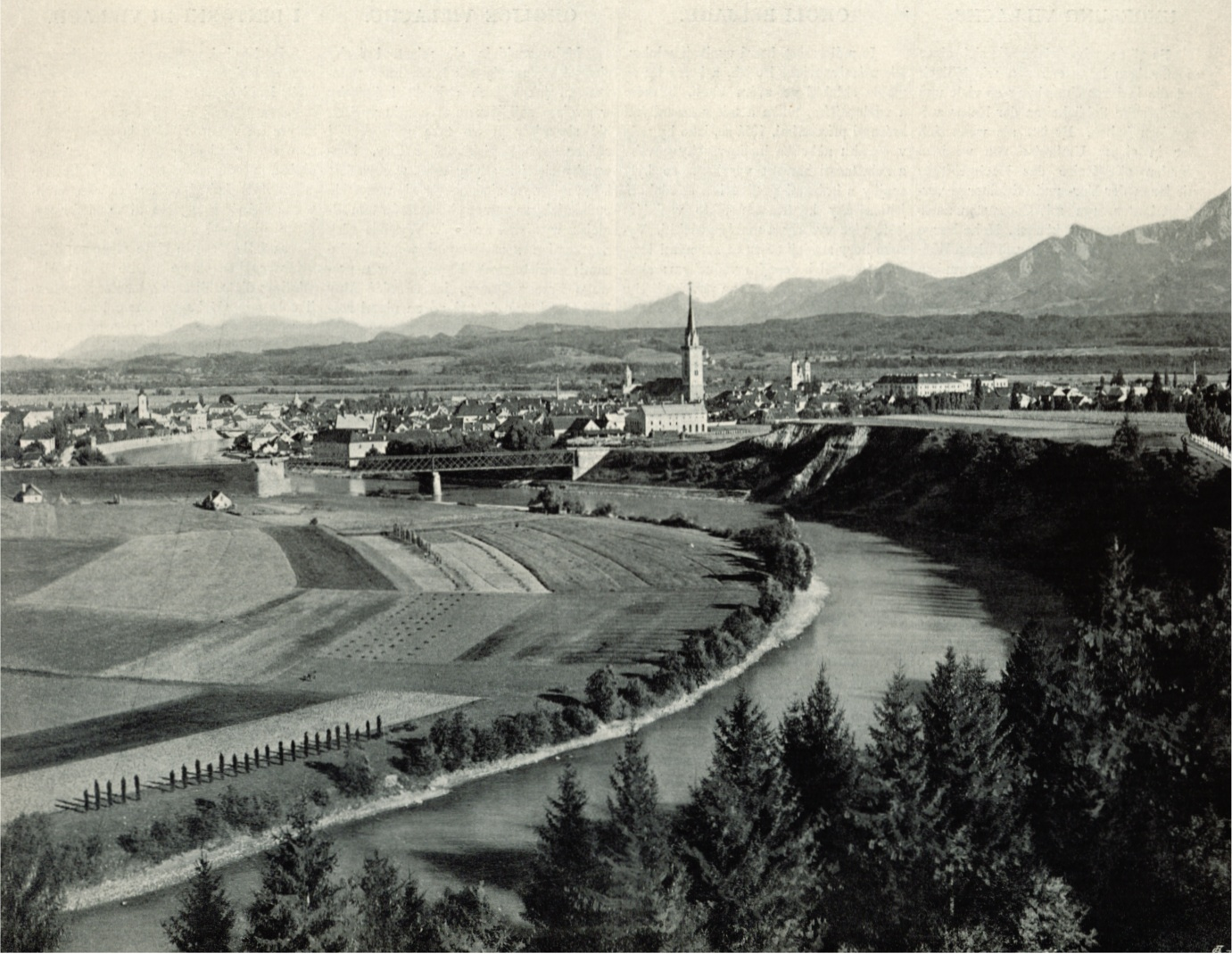
Villach, um 1898
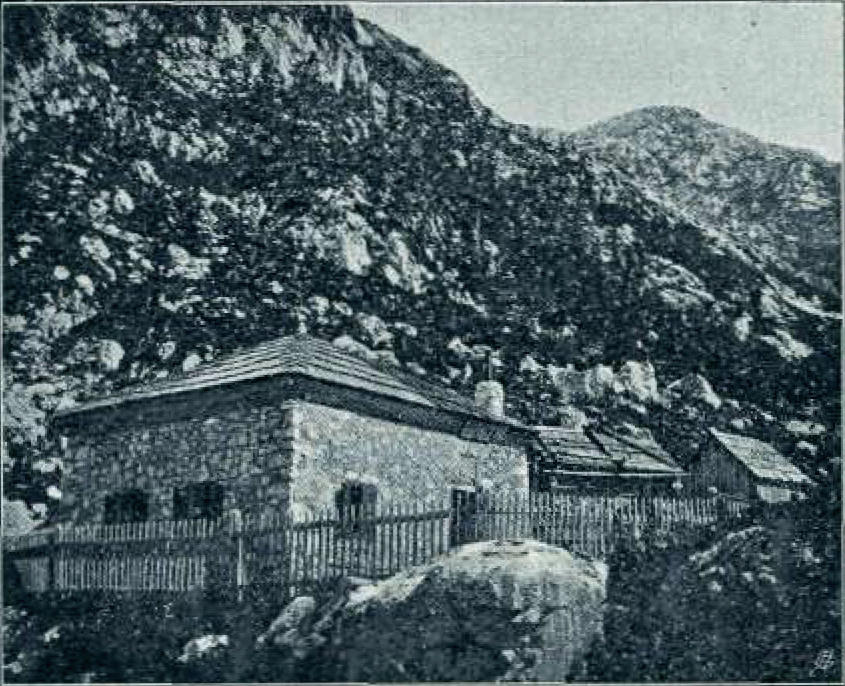
Frischauf-Hütte, 1903
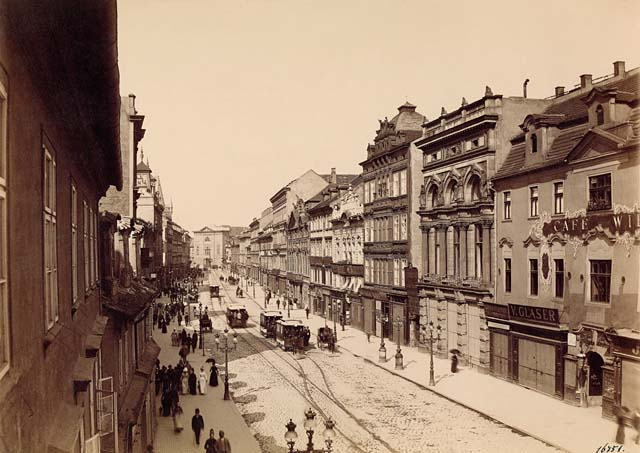
Príkopy („Am Graben“) in Prag, ein beliebtes (deutsch geprägtes) Ausgehviertel, Straße mit Luxusgeschäften; etwa 1890
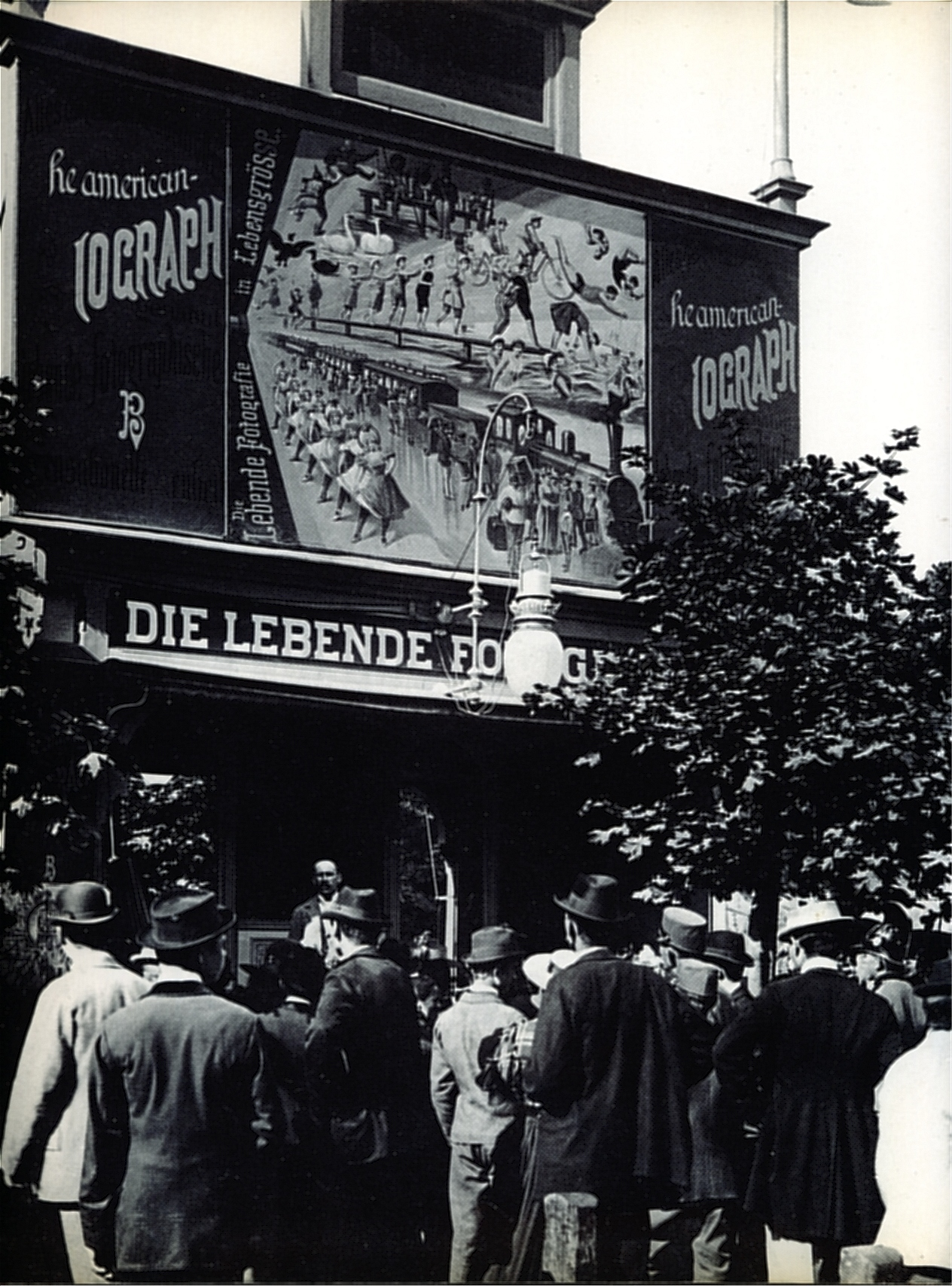
Kinematographen im Wiener Prater, etwa 1900
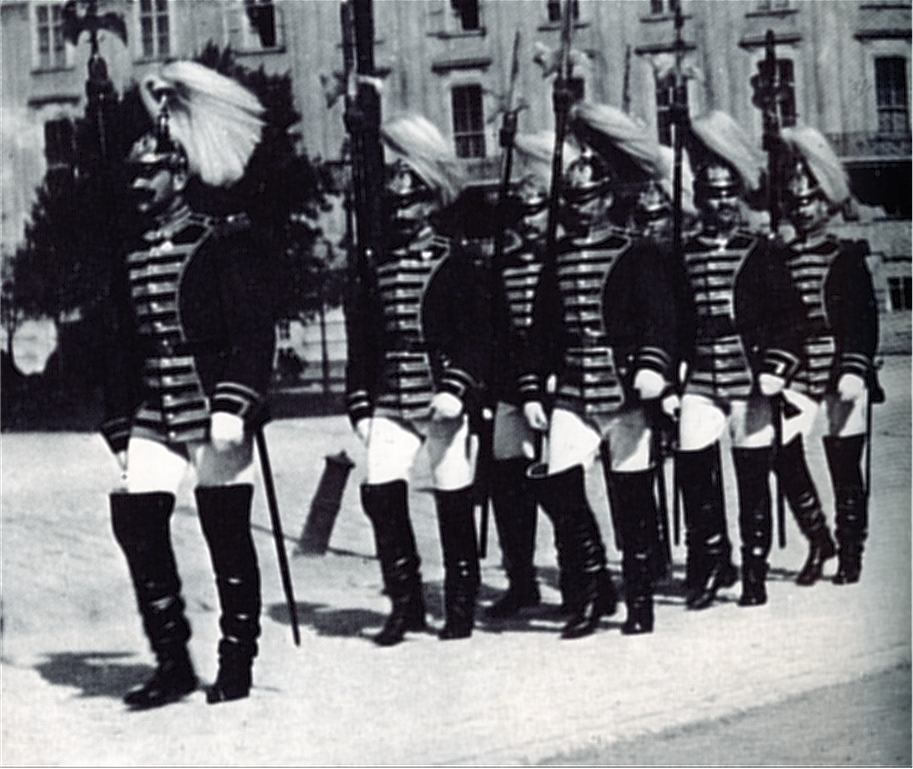
Die Trabantenleibgarde des Kaisers von Österreich, etwa 1900
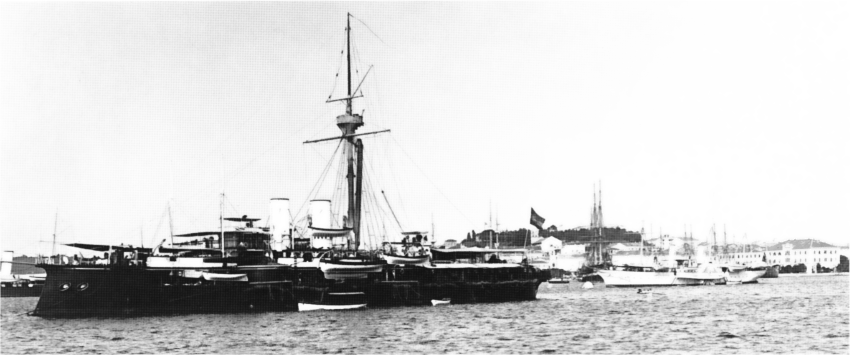
Das Turmschiff SMS Kronprinz Erzherzog Rudolf der k.u.k. Kriegsmarine
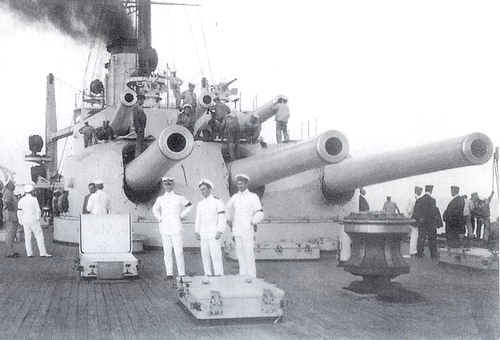
Geschützturm der S.M.S. Tegetthoff der österreich-ungarischen Kriegsmarine, 1910er Jahre
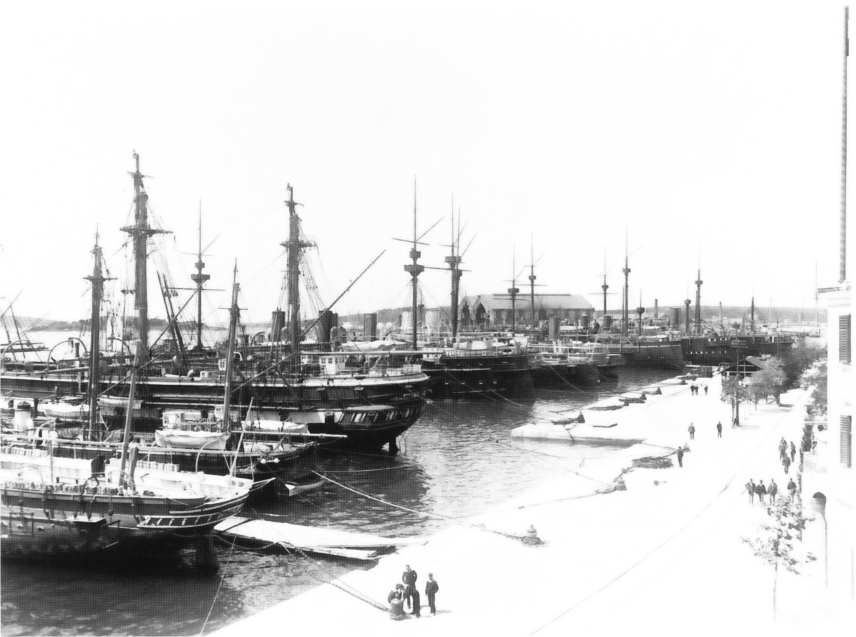
Schiffe der k.u.k. Kriegsmarine in Pola, etwa 1900
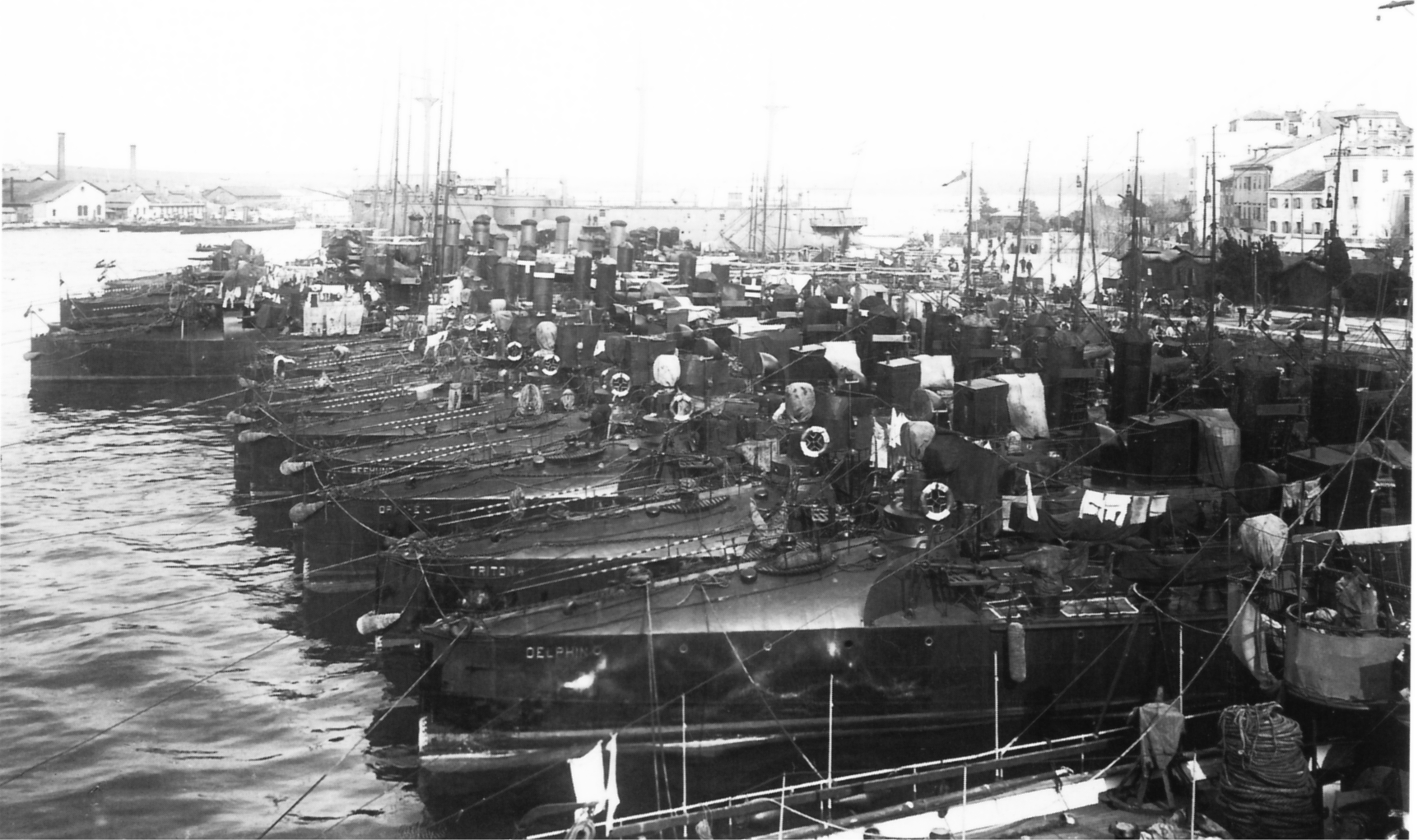
Torpedoboote der k.u.k. Kriegsmarine im Kriegshafen von Pola, 1912